# Microtome notata
Microtome notata là một loài bướm đêm trong họ Geometridae.